# قرار مجلس الأمن التابع للأمم المتحدة رقم 1423
قرار مجلس الأمن التابع للأمم المتحدة رقم 1423، المتخذ بالإجماع في 12 تموز / يوليو 2002، بعد الإشارة إلى القرارات 1031 (1995)، 1035 (1995)، 1088 (1996)، 1103 (1997)، 1107 (1997)، 1144 (1997)، 1168 (1998)، 1174 (1998)، 1184 (1998)، 1247 (1999)، 1305 (2000)، 1357 (2001) و1396 (2002)، مدد المجلس ولاية بعثة الأمم المتحدة في البوسنة والهرسك فترة حتى 31 ديسمبر / كانون الأول 2002 وأذن للدول المشاركة في قوة تحقيق الاستقرار بقيادة حلف شمال الأطلسي بمواصلة مهماتها لمدة اثني عشر شهرًا أخرى.
تم تأجيل اعتماد القرار بسبب الفيتو من الولايات المتحدة فيما يتعلق بحصانة قوات حفظ السلام التابعة لها من المحكمة الجنائية الدولية، التي دخل نظامها الأساسي حيز التنفيذ في 1 يوليو 2002. تمت الموافقة على القرار الحالي بعد اعتماد القرار 1422 (2002) الذي يمنح الحصانة لمواطني الدول التي لم تكن طرفًا في النظام الأساسي للمحكمة الجنائية الدولية.

## القرار

### أعمال
عمل المجلس بموجب الفصل السابع من ميثاق الأمم المتحدة، وذكّر السلطات في البوسنة والهرسك وغيرها بمسؤوليتها عن تنفيذ اتفاق دايتون. وشدد على دور الممثل السامي للبوسنة والهرسك في رصد تنفيذه. كما أولى أهمية للتعاون مع المحكمة الجنائية الدولية ليوغوسلافيا السابقة.
وأثنى مجلس الأمن على البلدان المشاركة في قوة تحقيق الاستقرار لمواصلة عملياتها لمدة اثني عشر شهرا إضافية؛ سيتم تمديدها إلى ما بعد هذا التاريخ إذا اقتضت الحالة في البلاد ذلك  كما أذن باستخدام التدابير اللازمة، بما في ذلك استخدام القوة والدفاع عن النفس، لضمان الامتثال للاتفاقات وسلامة وحرية تنقل أفراد القوة. وفي الوقت نفسه، مُددت ولاية بعثة الأمم المتحدة في البوسنة والهرسك، التي تضمنت ولاية قوة الشرطة الدولية، حتى 31 كانون الأول / ديسمبر 2002. وحث البلدان على توفير التدريب والمعدات والدعم لقوات الشرطة المحلية في البوسنة والهرسك، وطُلب من الأمين العام كوفي عنان تقديم تقارير من الممثل السامي للبوسنة والهرسك.
ورحب القرار كذلك بعرض الاتحاد الأوروبي إنشاء بعثة شرطة تابعة للاتحاد الأوروبي في البوسنة والهرسك اعتباراً من 1 كانون الثاني / يناير 2003 لتحل محل بعثة الأمم المتحدة في البوسنة والهرسك.

## روابط خارجية
- نص القرار في undocs.org